# Thập niên 710 TCN
Thập niên 710 TCN hay thập kỷ 710 TCN chỉ đến những năm từ 710 TCN đến 719 TCN.